# Везунчик
«Везу́нчик» (англ. Lucky You) — фильм-драма 2007 года с Эриком Бана, Дрю Бэрримор и Робертом Дювалем в главных ролях.

## Сюжет
Теглайн фильма: «Take a chance».
Хак Чивер — молодой, талантливый игрок в покер. Для участия в турнире в Лас-Вегасе ему требуется $ 10 000, однако накопить деньги у него никак не получается. Будучи весьма азартным, он ввязывается в несколько рискованных операций, но только проигрывает всё больше и больше. Проигрывает он и своему отцу Эл Си Чиверу, который также прибыл на турнир. С отцом у Хака и без того непростые отношения — много лет назад тот бросил его мать без средств к существованию, хотя и научил игре.
Хак встречает обаятельную певицу Билли и влюбляется в неё, но не может решиться на серьёзные отношения. К тому же после первой же их ночи, отчаянно нуждаясь в деньгах, он обворовывает девушку. Хак пытается загладить свою вину, они мирятся и снова ссорятся. Билли — человек с открытой душой и у неё, на первый взгляд, нет ничего общего с циничным игроком, который готов за покерным столом раздеть любого.
В конце концов, переборов свою гордость, Хак идёт к отцу и, заложив обручальное кольцо матери, занимает у него денег. Наконец, Хаку улыбается удача и на второстепенном турнире ему удаётся собрать денег на стартовый взнос и рассчитаться с кредиторами. Начинается основной турнир и Хак выходит на финальный стол, где ему предстоит выяснить отношения с отцом. Билли в последний момент тайно приезжает на турнир и болеет за Хака. В финальной для отца и сына раздаче Хаку приходят лучшие карты, но он неожиданно поддаётся и пасует там, где мог бы и выиграть. Хак занимает третье место и выигрывает $650 тыс. Эл Си занимает второе место. После турнира отец с сыном мирятся. Налаживаются и взаимоотношения Хака с Билли.

## В ролях
| Актёр            | Роль            |
| ---------------- | --------------- |
| Эрик Бана        | Хак Чивер       |
| Дрю Бэрримор     | Билли Оффер     |
| Роберт Дюваль    | Л. С. Чивер     |
| Дебра Мессинг    | Сьюзенн Оффер   |
| Роберт Дауни-мл. | Телефонный Джек |
| Орасио Санс      | Риди Эдди       |
| Джин Смарт       | Мишель Карсон   |
| Майкл Шэннон     | Рэй             |
| Ивен Джонс       | Джейсон Кейс    |

В картине в эпизодах заняты известные игроки в покер Сэм Фара (en), Барри Гринштейн, Тед Форрест, Эрик Линдгрен, Дэниел Негреану и другие.